# 蛰栖拟隆胎鳚
蟄棲擬隆胎鳚（學名：Emblemariopsis diaphana），為輻鰭魚綱鳚形目煙管鳚科擬隆胎鳚屬的一種，分布於中西大西洋美國佛羅里達州海域，深度可達20公尺，本魚體延長，頭短鈍，鼻子有一對光滑的骨脊，眼上無觸鬚，口腔頂部兩側各有一排牙齒，無側線、無鱗片，背鰭硬棘20-21枚、背鰭軟條12-14枚，雌魚頭部和身體至胸鰭基部水平處呈半透明的棕褐色橄欖色，有白色圓點組成線條，下頜有褐色斑點，背鰭前部白色和棕色，脊柱橙褐色和白色，頭頂有橢圓形或V形之間的線紋，雄魚與雌魚相似，但頭部為黑色，頭部側面通常有白色斑點，背鰭前部為黑色，具有細白色邊緣，體長可達4公分，棲息在礁石區，通常躲在空蠕蟲管，以浮游動物為食，雌魚產附著性卵，由雄魚守護魚卵，生活習性不明。